# Plus GSM
Plus GSM este un retailer de telefonie mobilă din Cluj-Napoca.
Compania Plus GSM a fost înființată în 1994 de către frații Răzvan și Tudor Cuc, compania devenind în 1998 partener Dialog (Orange).
Plus GSM este al patrulea distribuitor Orange la nivel național, ca volum de vânzări.
În aprilie 2007, compania a achiziționat compania Avangarde din Timișoara, care deținea un lanț de retail telecom format din șapte magazine.
Plus GSM avea un număr de 52 de magazine în anul 2007.
În ianuarie 2008, rețeaua Plus GSM a fost cumpărată de fondul de investiții spaniol GED Capital, prin intermediul KAHN International, care administrează rețeaua Fonomat.
Număr de angajați în 2007: 200
Cifra de afaceri:
- 2007: 12 milioane euro[2]
- 2006: 10 milioane euro[1]